# Viorel Barbu
Viorel Barbu, né le 14 juin 1941 à Deleni, commune du județ de Vaslui, est un mathématicien roumain et recteur de l'université Alexandru Ioan Cuza de Iași de 1981 à 1989.

## Biographie
Viorel Barbu suit ses études au lycée théorique Mihail Kogălniceanu à Vaslui puis les continue au Collège National Costache Negruzzi de Iași. Il obtient sa licence en mathématiques de l'université Alexandru Ioan Cuza de Iași en 1964 et son doctorat de la même université en 1969.
Il est membre d'honneur de l'Académie des sciences de Moldavie, de l'Académie européenne des sciences et de l'Académie roumaine.
Il détient un doctorat honoris causa de l'université du Nebraska, de l'université de Pitești, de l'université Dunărea de Jos  et de l'université de Craiova.

## Publications (sélection)

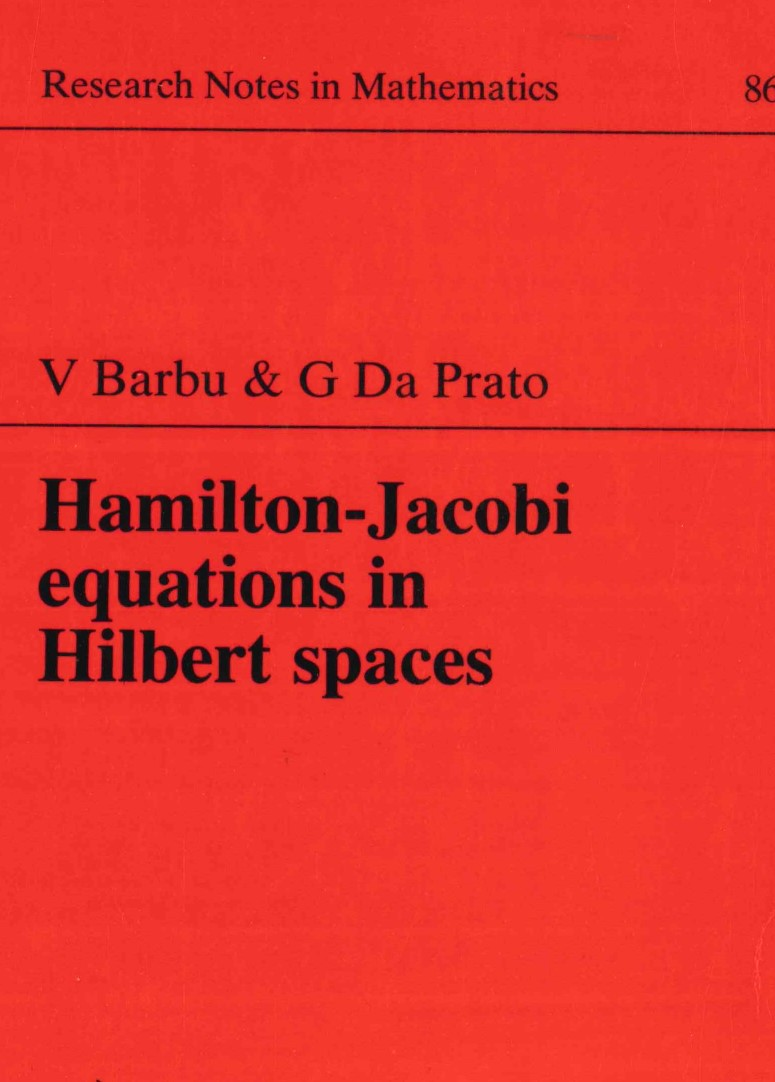
G. Da Prato, V. Barbu, Hamilton-Jacobi equations in Hilbert spaces (1983)

- (en) Viorel Barbu et Giuseppe Da Prato, Hamilton-Jacobi equations in Hilbert spaces, Boston, Pitman Advanced Publishing Program, 1983, 172 p. (ISBN 0273085972, lire en ligne).
- (en) Viorel Barbu, Giuseppe Da Prato et Michael Röckner, « Stochastic porous media equation and self-organized criticality », Communications in Mathematical Physics, Springer Nature, vol. 285,‎ 2009, p. 901–923 (lire en ligne).
- (en) Viorel Barbu, Giuseppe Da Prato et Michael Röckner, Stochastic Porous Media Equations, Cham, Springer, 2016, IX-202 p. (ISBN 978-3-319-41068-5).